# Smenospongia musicalis
Smenospongia musicalis är en svampdjursart som först beskrevs av Duchassaing och Giovanni Michelotti 1864.  Smenospongia musicalis ingår i släktet Smenospongia och familjen Thorectidae. Inga underarter finns listade i Catalogue of Life.